# PD Ultraman Battle Collection 64
 (novembre 2018).
PD Ultraman Battle Collection 64 (ＰＤウルトラマンバトルコレクション６４) est un jeu vidéo de rôle sorti en 1997 sur Nintendo 64 uniquement au Japon. Le jeu a été développé et édité par Bandai.
Le jeu est basé sur le super-héros Ultraman.